# Жозеф Сифакис
Жозеф Сифакис (грч. Ιωσήφ Σηφάκης; Ираклион, 26. децембар 1946) је грчко-француски научник из области рачунарства који је 2007. године, заједно са Аленом Емерсоном и Едмундом Кларком, добио Тјурингову награду.